# Timonius macrophyllus
Timonius macrophyllus là một loài thực vật có hoa trong họ Thiến thảo. Loài này được (Teijsm. & Binn.) Valeton miêu tả khoa học đầu tiên năm 1909.